# Фукс, Леопольд (архитектор)
Леопольд Фукс (нем. Leopold Fuchs; 5 декабря 1868, Венгрия — 7 ноября 1920) — австрийский архитектор.

## Биография
О биографических данных Фукса известно немного. Неизвестно ни где он родился, ни какое образование где получил. Во всяком случае, в Вене он оказался в 1894 году и работал здесь архитектором и строительным подрядчиком до начала Первой мировой войны. В современных энциклопедиях и специализированных изданиях он не упоминается.
Фукс был евреем, женат и имел двух дочерей  . Он умер в Вене в возрасте 51 года и был похоронен на старом израильском участке Центрального кладбища Вены.

## Работы
Леопольд Фукс в основном строил жилые дома во внутренних районах Вены. Первоначально он использовал исторический стиль, далее стиль необарокко, потом перешел к сецессиону. Характерной чертой его зданий является сильно скульптурный дизайн фасадов.

## Внешние ссылки
- Leopold Fuchs (Architekt). In: Architektenlexikon Wien 1770–1945. Herausgegeben vom Architekturzentrum Wien. Wien 2007.